# やじうまNAGANO
『やじうまNAGANO』（やじうまながの）は、1997年12月1日から1998年3月27日まで長野朝日放送 (abn) で放送されていたローカルワイド番組である。放送時間は毎週月曜 - 金曜 6:45 - 7:00 (JST) 。

## 概要
1998年冬季の長野オリンピックの開幕に合わせてスタートした朝のローカルワイドで、テレビ朝日の『やじうまワイド』に内包する形で生放送されていた。番組はニュースや天気予報のほか、長野オリンピック関連の最新情報も欠かさずに伝えていた。『やじうまワイド』本編と同様に新聞記事の紹介も行っていたが、同コーナーでは全国紙に加え、長野県内で購読率の高い信濃毎日新聞と中日新聞の記事も取り上げていた。
長野オリンピックの開幕を控えていたこの時期、在長局は各局ともに生放送を主体とする自社製作番組をスタートさせていた。そのため、同エリアでは一時的に生放送番組が増加していたが、それらはオリンピックの閉幕とともに軒並み終了しており、結果的には一過性のものに終わっている。それはこの『やじうまNAGANO』も例外ではなかった。なお、当初は長野オリンピック終了を目処に同番組を終了する予定であったが、最終的には3月いっぱいまで放送されていた。
なお、abnでは開局直後の1991年4月1日から2年間、同じく月曜 - 金曜6時台（放送時間は6:45 - 7:00）に『お天気100%』という生放送番組が放送されていたことがある。